# Pot del pebre del tresor de Hoxne
El Pot del pebre del tresor de Hoxne, conegut com el "Pot del pebre de l'emperadriu", tot i que ara no semble representar una emperadriu, és un "piperatorium" d'argent, parcialment daurat, i data de prop del 400. Es trobà formant part del Tresor de Hoxne, Suffolk, el novembre de 1992, i es troba al Museu Britànic, on és normalment exhibit. És una estatueta buida d'argent que representa la part superior del cos d'una dona. Té un mecanisme que permet carregar pebre o altres espècies per la base i després salpebrar els aliments. El mecanisme no mol el pebre i té un disc rotatiu amb tres posicions. Una posició permet omplir-lo; una altra té orificis fins per a permetre l'aspersió del pebre i una altra tanca el potet. Aquest objecte fou triat per a la sèrie BBC Radio 4 de 2010, Una història del món en 100 objectes.

## El potet del pebre en l'arqueologia romana

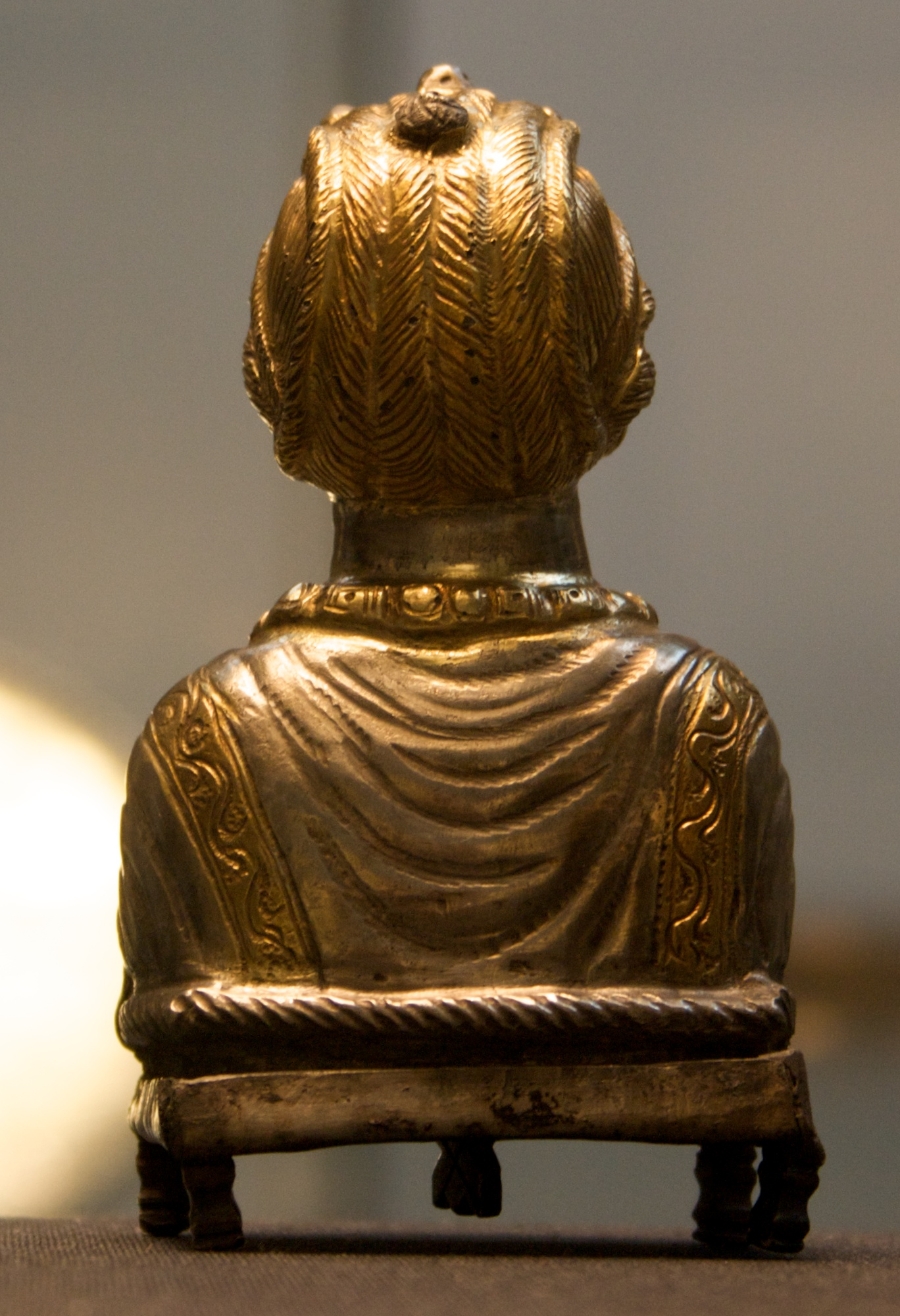
Vista posterior del flascó

Les Piperatoria són infreqüents en l'arqueologia romana. Quatre, incloent aquest, l'Emperadriu, es trobaren en el tresor de Hoxne, a Anglaterra. Es considera que aquests objectes contenien pebre o alguna altra espècia cara. L'evidència de pebre en particular prové de la presència de pebre negre mineralitzat, que es trobà en tres jaciments descoberts en la dècada de 1990, i de les tauletes de Vindolanda, que registren la compra d'aquesta espècia per dos "denarii" prop de la muralla d'Adrià. Altres jaciments contenien aromes alimentàries, com ara coriandre, olives, api, anet, sajolida, mostassa i fenoll. L'existència d'altres aromes es coneix per traduccions de receptes.
Es van trobar dos "forns de fusió de pebre" a la Casa de Menandre de Pompeia, però no eren adequats per a ser usats com a tal, i això suggerí que de fet s'empraven per a tastar el vi en comptes d'espargir pebre. Els únics objectes que són inqüestionablement piperatoria són tots posteriors al 250 ae i es trobaren en llocs diferents: a la Plaça Camille-Jouffres de Vienne, França, en el “Tresor de Chaourse" al departament d'Aisne, França; a Nicolaevo, Bulgària; i un altre d'origen incert, probablement de Sidó, Líban.